# Gauliga Mitte 1941/42
De Gauliga Mitte 1941/42 was het negende voetbalkampioenschap van de Gauliga Mitte. SV Dessau 05 werd kampioen en plaatste zich voor de eindronde om de Duitse landstitel. De eindronde werd nu in knock-outsysteem gespeeld. Na een overwinning op Borussia Fulda, werd de club verslagen door SpVgg Blau-Weiß Berlin.

## Eindstand
| Plaats | Club                                 | Wed. | W  | G | V  | Saldo | Ptn.  |
| ------ | ------------------------------------ | ---- | -- | - | -- | ----- | ----- |
| 1.     | SV Dessau 05                         | 18   | 14 | 4 | 0  | 76:14 | 32:04 |
| 2.     | 1. SV 03 Jena                        | 18   | 12 | 3 | 3  | 53:27 | 27:09 |
| 3.     | Hallescher FC Wacker                 | 18   | 10 | 3 | 5  | 49:28 | 23:13 |
| 4.     | VfL Halle 1896                       | 18   | 11 | 1 | 6  | 41:46 | 23:13 |
| 5.     | SC Erfurt 1895                       | 18   | 8  | 3 | 7  | 36:35 | 19:17 |
| 6.     | SpVg Zeitz 1910                      | 18   | 8  | 0 | 10 | 24:33 | 16:20 |
| 7.     | Dessauer SV 98                       | 18   | 4  | 6 | 8  | 42:52 | 14:22 |
| 8.     | 1. SV Gera 04                        | 18   | 4  | 3 | 11 | 36:57 | 11:25 |
| 9.     | FC Thüringen Weida                   | 18   | 4  | 1 | 13 | 20:53 | 09:27 |
| 10.    | FuCC Cricket-Viktoria 1897 Magdeburg | 18   | 3  | 0 | 15 | 23:55 | 06:30 |

|  | Kampioen, geplaatst voor nationale eindronde |
|  | Degradatie naar 1. Klasse                    |

## Promotie-eindronde
| Plaats | Club                  | Wed. | Saldo | Ptn. |
| ------ | --------------------- | ---- | ----- | ---- |
| 1.     | SpVgg 02 Erfurt       | 4    | 9:6   | 6:2  |
| 2.     | FV Sportfreunde Halle | 4    | 10:10 | 3:5  |
| 3.     | FV Fortuna Magdeburg  | 4    | 08:11 | 3:5  |

|  | Promotie naar Gauliga Mitte 1942/43 |